# Махасаракхам (провинция)
Махасаракхам (тайск. มหาสารคาม) — провинция в Таиланде. Находится в регионе Исан на северо-востоке Таиланда.
Административный центр провинции — город Махасаракхам. В городе находится Махасаракхамский университет — крупнейший университет на северо-востоке Таиланда. В нём учится 37 342 студента.

## География
Провинция в основном равнинна и покрыта рисовыми полями, только на севере и востоке расположены небольшие холмы. Провинция находится на высоте от 130 до 230 метров над уровнем моря. Главная река в провинции — Чи.

## Географическое положение
К северо-востоку от Махасаракхама находится провинция Каласин, к востоку — Ройет, к югу — Сурин, к юго-западу — Бурирам, а к западу — Кхонкэн.

## Герб
На переднем плане герба провинции Махасаракхам изображено большое дерево на фоне рисовых полей, которые символизируют богатство ресурсов в провинции.

## Административное деление
Провинция разделена на 13 районов (ампхе):
| 1. Мыанг Махасаракхам 2. Каэ Дам 3. Козум Фисаи 4. Катхаравичаи 5. Чинг Йин 6. Борэби 7. На Чак | 1. Файяккхахум Фисаи 2. Вапи Путчум 3. На Дун 4. Янг Сисурат 5. Кут Ранг 6. Чан Чом |

В свою очередь, районы подразделяются на 133 подрайонов (тамбонов) и 1804 поселений-деревень (мубанов).

## Климат
| Показатель           | Янв. | Фев. | Март | Апр. | Май | Июнь | Июль | Авг. | Сен. | Окт. | Нояб. | Дек. | Год  |
| -------------------- | ---- | ---- | ---- | ---- | --- | ---- | ---- | ---- | ---- | ---- | ----- | ---- | ---- |
| Средний максимум, °C | 30   | 32   | 35   | 36   | 34  | 33   | 32   | 32   | 31   | 31   | 30    | 29   | 32,1 |
| Средний минимум, °C  | 16   | 19   | 22   | 24   | 24  | 24   | 24   | 24   | 23   | 22   | 19    | 15   | 21,3 |
| Норма осадков, мм    | 2    | 12   | 46   | 81   | 155 | 190  | 140  | 210  | 221  | 124  | 13    | 4    | 1198 |